# Arvicanthis niloticus
La rata africana de la hierba (Arvicanthis niloticus) es una especie de roedor miomorfo de la familia Muridae.

## Distribución geográfica
Se encuentra en Benín, Burkina Faso, Burundi, República Centroafricana, Chad, República Democrática del Congo, Costa de Marfil, Egipto, Eritrea, Etiopía, Gambia, Ghana, Kenia, Malaui, Mauritania, Níger, Nigeria, Senegal, Sierra Leona, Sudán, Sudán del Sur, Tanzania, Togo, Uganda, Yemen y Zambia. 

## Hábitat
Su hábitat natural son sabanas áridas de clima tropical o subtropical, matorral húmedo, tierras de cultivo, pastos, jardines rurales, zonas urbanas, tierras de regadío y tierras agrícolas inundadas estacionalmente.

## Ciclo de vida
A pesar de tratarse de una especie común, ampliamente distribuida, se conocen pocos datos de su biología. Se reproduce principalmente entre los meses de junio y noviembre, las hembras paren entre 5 y 6 crías, 3 o 4 veces al año. La expectativa de vida en su medio natural oscila entre 2 años y medio y 3 años. 